# Suzuki Ignis Super1600
A Suzuki Ignis Super1600 egy raliautó, amely 2002-ben debütált a Monte-Carlo-ralin. 2004-ben Per-Gunnar Andersson junior rali-világbajnokságot nyert vele.

## Eredmények

### Rali-világbajnokságban
2002-ben mutatkozott be a világbajnokság mezőnyében. A 2003-as finn futamon szerezte meg első (JWRC) győzelmét Daniel Carlssonnal a volán mögött.
| Junior Rally világbajnokság (JWRC) Győzelmek | Junior Rally világbajnokság (JWRC) Győzelmek | Junior Rally világbajnokság (JWRC) Győzelmek | Junior Rally világbajnokság (JWRC) Győzelmek |
|                                              | Év                                           | Rali                                         | Versenyző                                    |
| -------------------------------------------- | -------------------------------------------- | -------------------------------------------- | -------------------------------------------- |
| 1.                                           | 2003                                         | Finn                                         | Daniel Carlsson                              |
| 2.                                           | 2003                                         | Brit                                         | Daniel Carlsson                              |
| 3.                                           | 2004                                         | Görög                                        | Guy Wilks                                    |
| 4.                                           | 2004                                         | Török                                        | Per-Gunnar Andersson                         |
| 5.                                           | 2004                                         | Finn                                         | Per-Gunnar Andersson                         |
| 6.                                           | 2004                                         | Brit                                         | Guy Wilks                                    |
| 7.                                           | 2004                                         | Szardínia                                    | Per-Gunnar Andersson                         |
| 8.                                           | 2005                                         | Mexikó                                       | Guy Wilks                                    |
| 9.                                           | 2005                                         | Görög                                        | Per-Gunnar Andersson                         |

### Magyarországon
A 2004-es Start Autó Eger Rallyn Keller Péter és Ollé Sándor kezei közt mutatkozott be.

## Külső hivatkozások
- A Suzuki Junior WRC csapatának honlapja
- Suzuki Ignis.lap.hu – linkgyűjtemény